# Daniil Charms

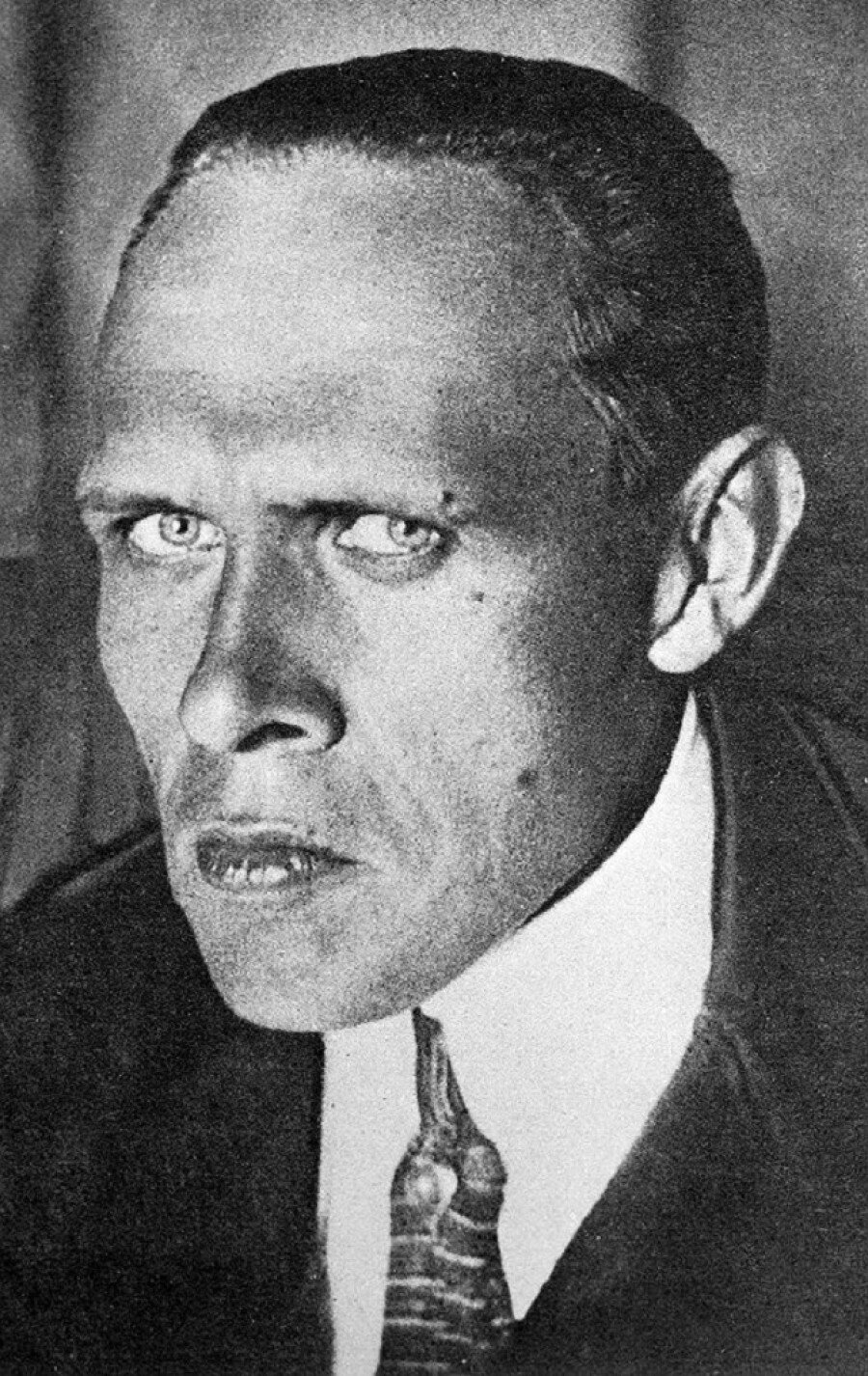
Daniil Charms

Daniil Charms (Russisch: Даниил Хармс), pseudoniem van Daniil Ivanovitsj Joevatsjov (Russisch: Даниил Иванович Ювачёв) (Sint-Petersburg, 30 december 1905 - 2 februari 1942) staat  bekend als Ruslands grootste absurdistische schrijver en dichter, maar de weg naar deze roem was moeilijk.

## Leven en werk
Als zoon van een literator die nog in contact stond met Leo Tolstoj, volgde hij een technische opleiding, die hij echter niet afrondde. Aan het eind van de jaren 20 startte hij met onder anderen Aleksandr Vvedenski en Nikolaj Zabolotski de literaire beweging OBERIU, 'vereniging voor reële kunst'. Deze groepering maakte absurdistische werken en hield literaire avonden - met als hoogtepunt de avond 'Drie Linkse Uren' uit 1928. Al gauw was Charms, immer gehuld in Sherlock Holmes-achtige kledij en met een pijp in de mond, een opvallende verschijning in zijn geliefde Petersburg. Zijn werk kenmerkte zich door de korte, van iedere vorm van logica gespeende verhalen, die vol zitten met willekeurig geweld en onverwachte wendingen, wat een nauwe band met het angstige leven van het stalinistische Rusland van de jaren '20 en 30 laat zien. Daarnaast schreef hij poëzie, de novelle 'Een oude vrouw', filosofische en mathematische traktaten, en zijn er van hem vele brieven bewaard gebleven die de onlosmakelijke mengeling tussen de mens en de schrijver Charms laten zien, hetgeen bijdraagt aan de mythevorming rond zijn persoon.
Met de opkomst van de Stalinterreur werd het voor niet-conformistische schrijvers steeds moeilijker om te overleven, en zo ook voor Charms. OBERIU verdween, en Charms werd in 1931 veroordeeld tot verbanning naar Koersk, waarvandaan hij in 1933 terugkeerde. Daar legde hij zich, omdat zijn werk voor volwassenen niet-publicabel was geworden, toe op kinderliteratuur. Uiteindelijk werd hij in 1941, tijdens het beleg van het Leningrad (tot 1924 Petersburg genoemd), gearresteerd en krankzinnig verklaard. Charms stierf begin 1942, vermoedelijk uitgehongerd, in de psychiatrische afdeling van de gevangenis Kresty in Leningrad. Hij heeft geen graf. Over zijn verdwijning schreef de Russische zanger Aleksandr Galitsj een lied, 'De tabaklegende', waarin hij zich voorstelt dat Charms niet dood is, maar gewoon al jaren door het land dwaalt om sigaretten te kopen, maar de winkels op zijn weg steeds gesloten vindt en dus verder moet verdertrekken.
Na Charms' dood vond zijn vriend Jakov Droeskin diens manuscripten terug in het huis van Charms, waardoor dat voor de wereld bewaard is gebleven. Vooral nadat Gorbatsjov de glasnost-politiek invoerde, veroverde Charms de wereld en inmiddels zijn er vele films en toneelstukken gewijd aan zijn werk.

## Werk in Nederlandse vertaling
- Bam en ander proza, overige auteurs Aleksandr Ivanovic Vvedenskij en Jurij Pavlovic Kazakov (Van Oorschot, 1978). Vertaling en nawoord Charles B. Timmer.  Russische miniaturen; nr. 7 ISBN 9028204474
- Een oude vrouw (De Roos, 1985). Vertaling Charles B. Timmer, illustraties Jan Kuiper. Dit verhaal verscheen eerder in de bundel Bam en ander proza
- Rehabilitatie (Gerards& Schreurs, 1986). Vertaling Charles B. Timmer, zeefdrukken van Joseph Kerff, Huis Clos-reeks; nr. 3). Dit verhaal verscheen eerder in de bundel Bam en ander proza
- Twee Alfredo's op een groene prairiewolf (Stichting Gezellig en Leuk, 1986), stripverhalen van Paul H. Gabriel Bodoni. Bevat drie korte verhalen van Daniil Charms, vertaald door Charles B. Timmer, eerder verschenen in Bam en ander proza. Verder drie verhalen van Franz Kafka. ISBN 9050260055
- Optisch bedrog en ander proza (Gerards & Schreurs,1988). Vertaling en nawoord Jan Paul Hinrichs, zeefdrukken van Joseph Kerff. Fragmenten; nr. 7. ISBN 9070850133
- Brieven aan Claudia (De Lantaarn & De Slavische Stichting, 1989). Vertaling Yolanda Bloemen. De Lantaarn; nr. 57. ISBN 9072509129
- Verhaal met opdracht (Pegasus,1989). Vertaling Jan.Jasper Zijlstra. ISBN 9061432146
- Alle mensen houden van geld (Pegasus, 1990). Vertaling Jan Jasper Zijlstra, tekeningen Charlotte Mutsaers, nawoord Thomas Langerak. ISBN 9061432154
- Tsjak. Proza en gedichten (Plantage/ Gerards & Scheurs, 1993). Vertaling Marja Wiebes, tekeningen Joseph Kerff. ISBN 9073023297
- Brieven en dagboeken (Pegasus, 1993). Vertaling Jan Jasper Zijlstra, nawoord Thomas Langerak. Pegasus literair. ISBN 90 61432162
- Een onverwacht drinkgelag (Hinderickx & Winderickx, 1996). Vertaling Silvana Wedemann
- Een, twee, hupsakee (Lannoo, 1996). Vertaling uit het Engels Jos van Damme, illustraties Marc Rosenthal. ISBN 9020930184
- Nietes, welles (Querido, 1997) Vertaling Arthur Langeveld, tekeningen van Gerda Dendooven. ISBN 9021456834
- 10 (Dekker van de Vegt, 1998) Vertaling Adelheid Falbe et.al., illustraties Aleksandr Strojlo, samenstelling en redactie Serge-Aljosja Stommels. ISBN 9080141720
- Ik zat op het dak: proza, toneel, gedichten, dagboekaantekeningen, brieven (Atlas, 1999), vertaling Margriet Berg, Yolanda Bloemen, Jan Paul Hinrichs, Marja Wiebes, gekozen door Yolanda Bloemen, nawoord Jan Paul Hinrichs, De twintigste eeuw; nr. 20. ISBN 9045001128,  2e druk 2002
- Een stinkdier is een prachtig beest (Querido, 1999). Vertaling Arthur Langeveld, tekeningen van Gerda Dendooven. ISBN 9021456370
- De relatie (Wederzijds voordeel, 2001) Vertaling Charles B. Timmer. Plop; no. 5
- Maan, in eigen beheer, s.l., 2005 (bibliofiele uitgave: gezet door Marlies Louwes)
- DSF, in eigen beheer, Groningen, 2006 (bibliofiele uitgave: Vormgeving: Hanneke Briër, Marlies Louwes; uitvoering: Marlies Louwes)
- Rehabilitatie (Huis Clos, 2006), vertaling en nawoord Jan Paul Hinrichs, illustraties Joseph Kerff), Huis-clos-reeks; nr. 26. ISBN 9076117136. In 1986 verschenen in een vertaling van Charles B. Timmer
- Onverwacht drinkgelag en ander proza (De Lantaarn, 2007), vertaling Jan Paul Hinrichs, Kelderkast; nr. 5. ISBN 9789068890341
- Tijger op straat: Russische gedichten voor kinderen 1932-1941 (Hoogland & Van Klaveren, 2009), vertaling Robert Jan Henkes, illustraties Erik Bindervoet. ISBN 9789076347882
- Werken (Van Oorschot, 2019), samenstelling Yolanda Bloemen, De Russische bibliotheek. ISBN 9789028282353
- De dappere egel (Vleugels, 2019), veertig verhalen, vertaling Jan Paul Hinrichs. ISBN 9789078627821
- Ik liep in de Zjoekovskistraat & andere fragmenten (Hinderickx & Winderickx, 2021), vertaling Jan Paul Hinrichs
- Tsjak! (Van Oorschot, 2022), vertaling Yolanda Bloemen e.a.

## Biografisch werk
- Stefan Nieuwenhuis (red.), Mijn vriend Charms heeft het goed begrepen (Pegasus, 2007) inleiding Joost van Baak, bijdragen van Marcel Ruijters, Bernhard Christiansen, Daniël Dee, Matthias Giesen, André Schreuders, Joseph Kerff, Jeroen van Kooten, Ingmar Heytze, Arend Jan van Oudheusden, Anneke Claus, Paul de Bie en Wouter Gresnigt. ISBN 9789061433132
- Marina Durnowo, Mein Leben mit Daniil Charms. Aus Gesprächen zusammengestellt von Vladimir Glozer. (Verlag Galiani, 2010) ISBN 978-3-86971-023-5.

- Bibsys: 90076898
- Biblioteca Nacional de España: XX5247290
- Bibliothèque nationale de France: cb11909694v (data)
- CiNii: DA03582354
- Digitale Bibliotheek voor de Nederlandse Letteren: char017
- Gemeinsame Normdatei: 118520199
- International Standard Name Identifier: 0000 0003 6864 1990
- Library of Congress Control Number: n81147063
- Nationale Bibliotheek van Letland: 000051890
- MusicBrainz: fdbfa315-3d90-4b5f-a6e1-2308629c391b
- Bibliotheek van het Japanse parlement: 00514276
- Nationale Bibliotheek van Tsjechië: jn19990003804
- Nationale bibliotheek van Australië: 35269394
- Nationale Bibliotheek van Israël: 987007297111005171
- Nationale Bibliotheek van Polen: a0000001863004
- Nationale en Universitaire bibliotheek Zagreb: 000004337
- Nederlandse Thesaurus van Auteursnamen: 070190151
- Réseau des bibliothèques de Suisse occidentale: 02-A000034423
- Istituto Centrale per il Catalogo Unico: CFIV103409
- LIBRIS: 45581
- SNAC: w6sr2pgv
- Système universitaire de documentation: 026948877
- Trove: 890710
- Virtual International Authority File: 54149729
- WorldCat: E39PBJk4HF9jYrwRW3mb7VWRrq